# Betterton (Maryland)
Betterton es un pueblo ubicado en el condado de Kent en el estado estadounidense de Maryland. En el año 2010 tenía una población de 345 habitantes y una densidad poblacional de 150 personas por km².

## Geografía
Betterton se encuentra ubicado en las coordenadas 39°22′4″N 76°3′39″O / 39.36778, -76.06083.

## Demografía
Según la Oficina del Censo en 2000 los ingresos medios por hogar en la localidad eran de $36,477 y los ingresos medios por familia eran $38,750. Los hombres tenían unos ingresos medios de $31,250 frente a los $31,250 para las mujeres. La renta per cápita para la localidad era de $24,848. Alrededor del 6.8% de la población estaba por debajo del umbral de pobreza.